# Aphonopelma geotoma
Aphonopelma geotoma är en spindelart som först beskrevs av Chamberlin 1937.  Aphonopelma geotoma ingår i släktet Aphonopelma och familjen fågelspindlar. Inga underarter finns listade i Catalogue of Life.